# Isochilus smithii
Isochilus smithii är en orkidéart som beskrevs av Henry Gordon Jones. Isochilus smithii ingår i släktet Isochilus och familjen orkidéer. Inga underarter finns listade i Catalogue of Life.